# Max Martin
Karl Martin "Max Martin" Sandberg (født 26. februar 1971 i Stockholm) er en ASCAP-vindende og Grammy-nomineret svensk musikproducer og sangskriver. Han fik sit gennembrud som producer og sangskriver i midten af 1990'erne og har skrevet adskillige hits for popartister som Backstreet Boys, Britney Spears, 'N Sync, Pink og mange flere. Per 21. marts 2010 er han den 27. mest succesfulde sangskriver på den britiske hitliste.
Hans varemærke gennem den sidste halvdel af 1990'erne og de tidlige 2000'er var dansable klaver/synthesizer-ladet popmusik, der blandede musikgenrer som funk, heavy metal og europop. Med Kelly Clarksons hits fra 2004 og 2005, "Since U Been Gone" og "Behind These Hazel Eyes", kom Martin tilbage i rampelyset efter at have genfundet sig selv med en tungere og mere rock'et lyd. Siden 2008 har han skrevet, eller været med til at skrive, fem #1-hits, inklusive "So What" af Pink, "Hot n Cold" og "I Kissed a Girl" fra Katy Perry, Kelly Clarksons "My Life Would Suck Without You" og "3" fra Britney Spears.